# 利奥波德·霍夫曼
利奥波德·霍夫曼（德語：Leopold Hofmann，1905年10月31日—1976年1月9日），奥地利前男子足球运动员，场上位置是中场。他曾代表奥地利国家队参加1934年国际足联世界杯，结果队伍获得第四名。